# Jose Maria Ruiz
Jose Maria Ruiz est un astronome amateur espagnol.
Le Centre des planètes mineures le crédite de la découverte de quatre astéroïdes, toutes effectuées en 2008 avec la collaboration de Gustavo Muler.
| (216428) Mauricio | 23 décembre 2008 |
| (243381) Alessio  | 22 décembre 2008 |